# Orthezia shirakensis
Orthezia shirakensis är en insektsart som beskrevs av Hadzibejli 1963. Orthezia shirakensis ingår i släktet Orthezia och familjen vaxsköldlöss. Inga underarter finns listade i Catalogue of Life.